# Port Kavkaz

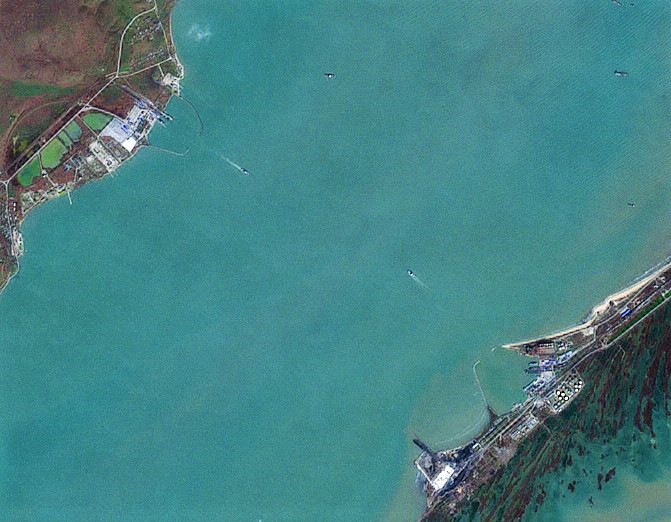
Kerchsundet med Port Krim och Port Kavkaz, 2018. Två färjor syns trafikera sundet mellan hamnarna.

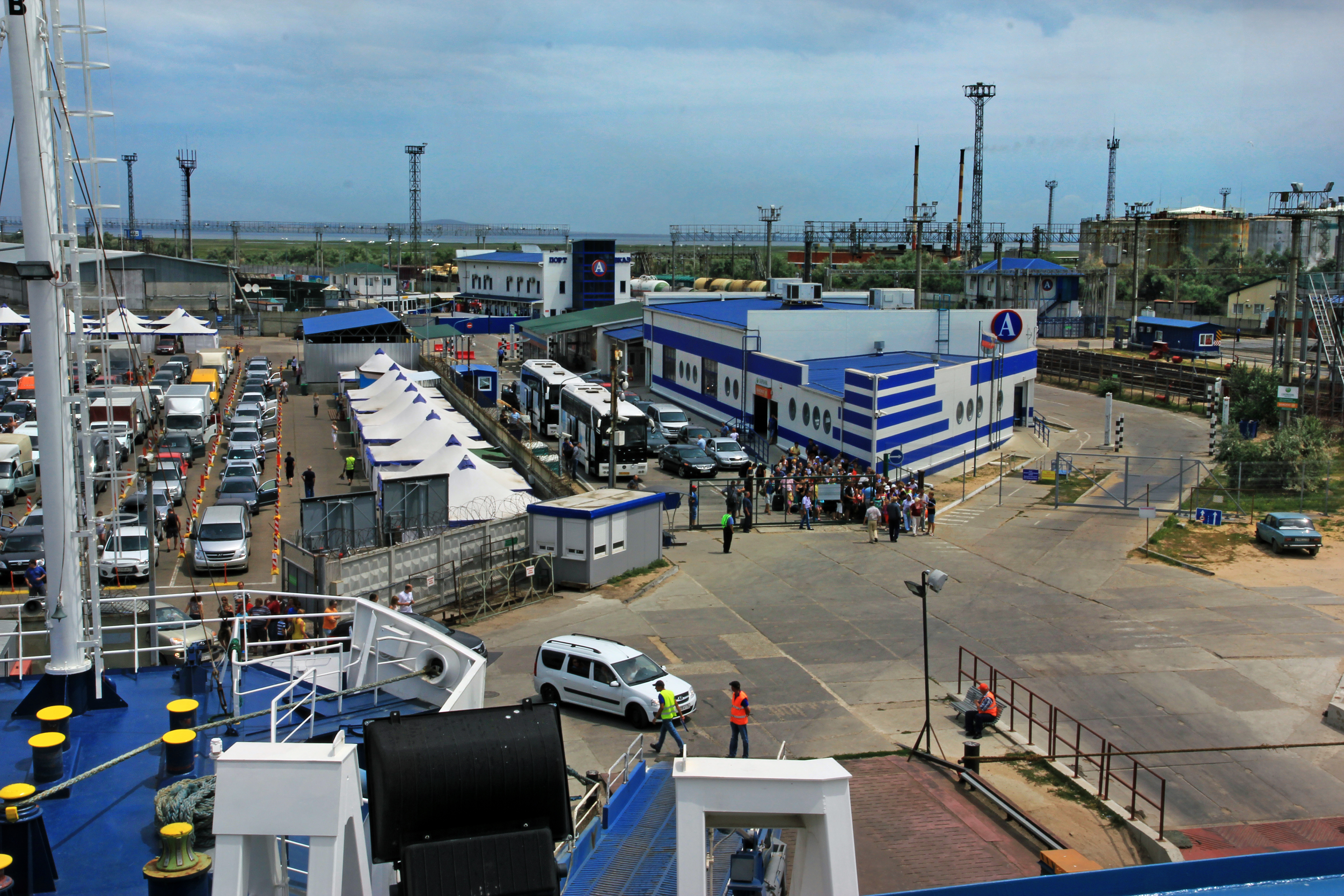
Port Kavkaz, 2014

Port Kavkaz (ryska: Порт Кавказ) är en rysk hamn i Temrjokdistriktet i Krasnodar kraj på östra sidan av Kertjsundet.

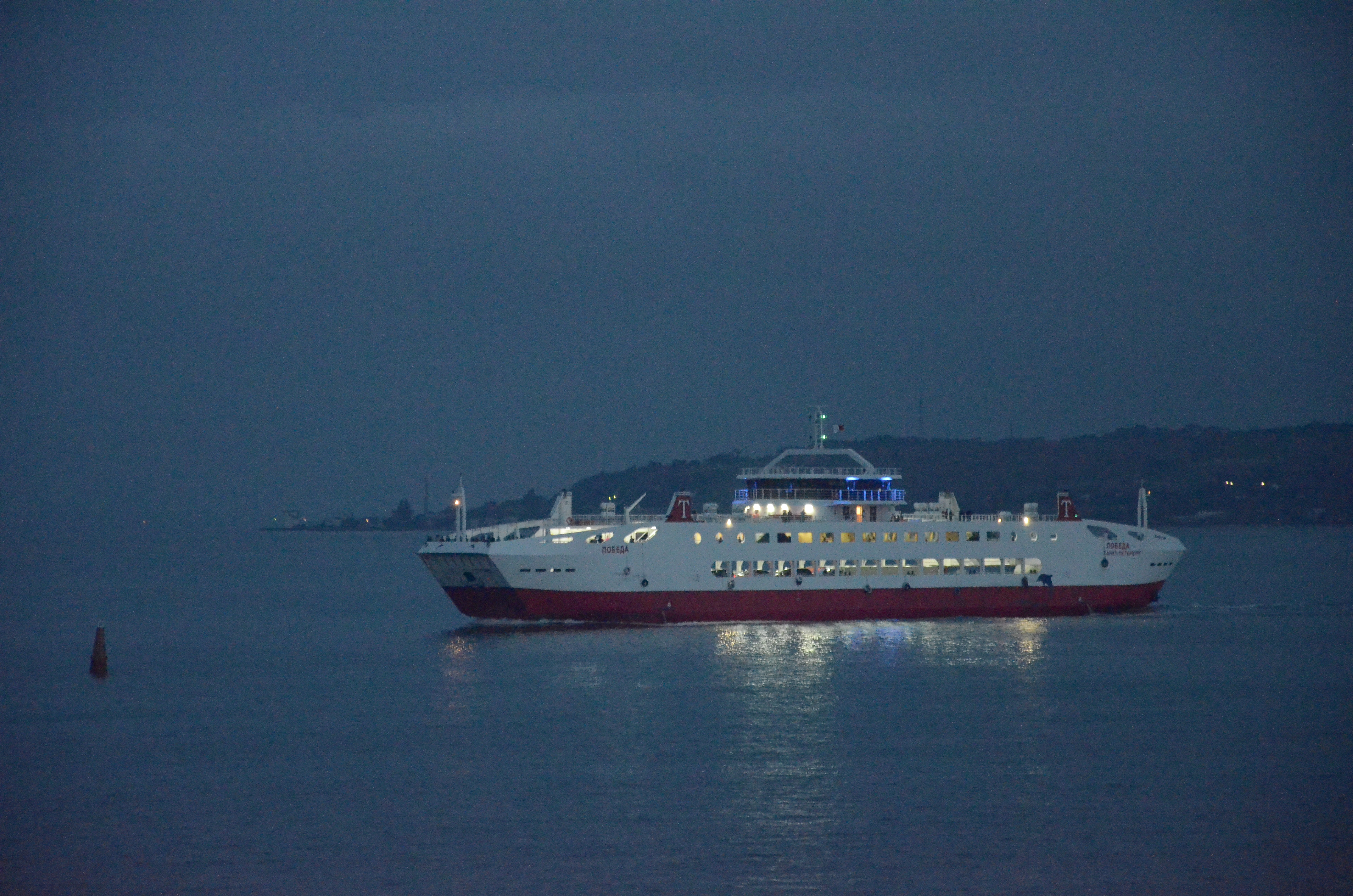
Färjan Pobeda på Kertjsundet, 2015

Den ligger nästan längst ut på den 18 kilometer långa sandreveln Tjusjkareveln i Krasnodar kraj. Den ligger intill småorten Tjusjka, som till största delen numera är övergiven på grund av negativ miljöpåverkan från hamnen. Port Kavkaz är Rysslands tredje största hamn vid Svarta havet
Hamnen kan ta emot fartyg på upp till 130 meters längd, 14,5 meters bredd och ett djupgående på 5 meter. Den utgjorde den östra terminalen för järnvägs-och vägfärjan på den färjelinje över Kertjsundet, som före Kertjbrons tillkomst förband Krasnodar kraj med Krim. Den västra terminalen för färjelinjen är Port Krim.

## Historik
En färjeförbindelse över Kertjsundet etablerades 1952. Ursprungligen fanns fyra tågfärjor och senare tillkom tre bilfärjor. Tågtransporten pågick till senare delen av 1980-talet, då de gamla tågfärjorna togs ur bruk. Från hösten 2004 sattes nya tågfärjor in.
I augusti 2014 beslöt Rysslands regering att utvidga hamnområdet i syfte att öka dess kapacitet genom att kunna använda större fartyg, och i december 2015 påbörjades byggandet av en bro över Kertjsundet mellan Krimhalvön och Ryssland. Brobygget stod klar för vägtrafik 2018 och för järnvägstrafik i slutet av 2019.
Den 22 augusti 2024 träffades järnvägsfärjan M/S Aquatreider, som var lastad med 30 tankvagnar med bränsle, av en ukrainsk missil i Port Kavkaz, och sjönk.

## Bildgalleri

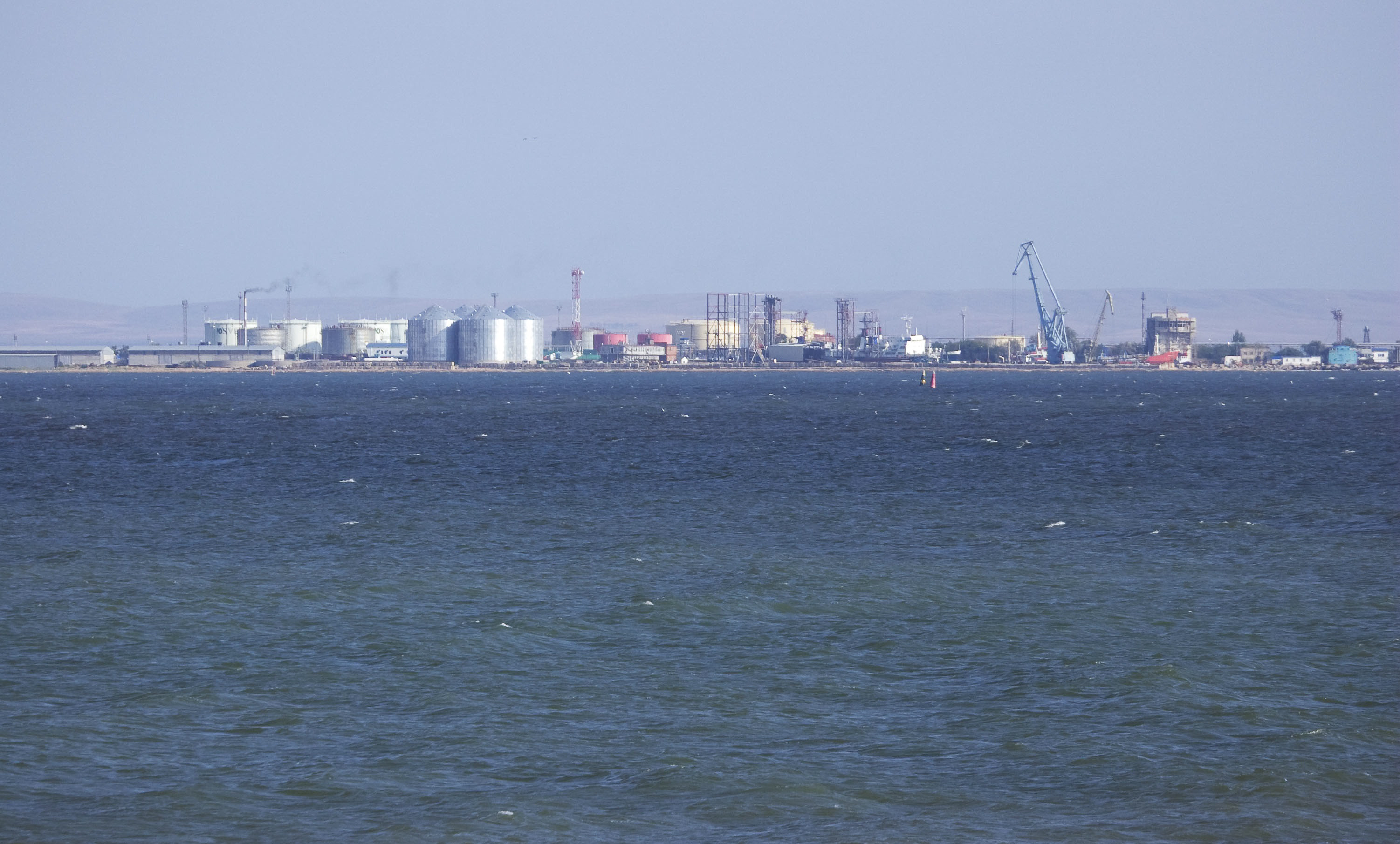
Port Kavkaz, 2007
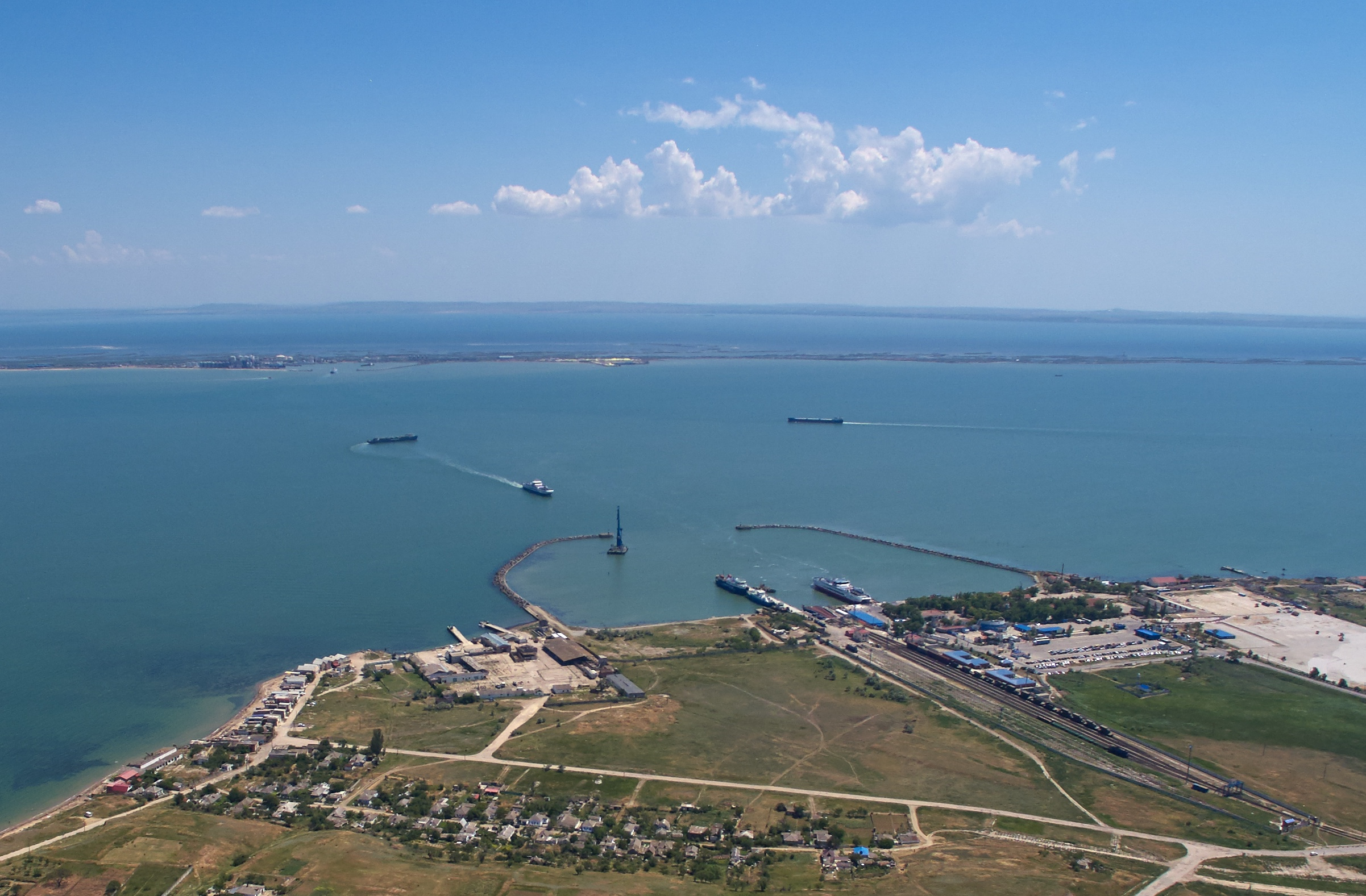
Kertjsundet, sett från Port Krim mot Port Kavkaz, 2015